# 白金教会
白金教会（しろかねきょうかい）は東京都品川区に位置する教会。日本基督教団に属している。

## 沿革
1917年6月6日、上大崎にて第一回集会を開催。日本基督教会上大崎伝道所とする。8月に松平子爵家の土地管理事務所へ移転。9月、日曜学校を開校。
1917年12月末、植村正久と井深梶之助が礼拝説教を担当する。
1918年5月、「日本基督教会白金伝道教会」建設式を行う。
1919年～1920年、山室軍平、金井為一郎、川戸環、高倉徳太郎を招き、講演会および伝道集会を開催する。
1921年4月、郷司慥爾牧師が専任となる。5月、松平家より建物の返却請求を受ける。
1922年10月、「白金教会報」を発行する。12月1日～2日、金森通倫が伝道集会を行う。
1923年5月、田川大吉郎、植村正久、郷司慥爾を講師とし、教会創立満五年記念伝道集会を開催。
1923年9月、関東大震災の救護所（芝公園内）に食糧援助を行う。
1924年5月、教会独立記念伝道集会を開催。講師は桑田秀延。
1924年11月、松平家の建物より退出。間もなく仮会堂を竣工。
1925年10月21日～23日、賀川豊彦を講師に「三夜連続聖書講演会」を開催。
1928年5月2日～4日、教会伝道開始満十年記念連続聖書講演会を開催。講師は桑田秀延、村田四郎、郷司慥爾。5月6日、伝道開始満十年記念礼拝を行う。同日、池田侯爵邸で記念祝賀会を行う。
1929年10月13日、山口重太郎、小野村林蔵が礼拝説教。
1931年8月、本会堂起工式。12月、献堂式。
1933年10月、「白金教会報」第一号を発行。
1934年5月3日、教会創立十五週年記念会。5月6日、「白金教会十五年史」を刊行。
1935年6月、熊野義孝による講演会「弁証法的神学における終末論」を開催。
1936年5月、竹森満佐一副牧師を招聘（1940年3月に辞任）。
1941年11月、「時局と婦人」（講師：村岡花子）を婦人会が主催。
1943年2月14日、教会創立二十五周年記念特別集会を開催。
1943年11月14日、礼拝後に出陣学徒壮行会を行う。
1944年3月、戦争激化により家庭礼拝を奨励。
1945年5月26日、山の手大空襲により会堂が焼失。
1946年、牧師宅で礼拝を続行。
1948年、郷司慥爾牧師が死去。3月7日、仮会堂が竣工。
1951年、会堂献堂式。
1966年、教会報「白金」一号を発行。
1968年、教会創立五十周年記念伝道礼拝を開催。講師は、川戸環、竹森満佐一、木下順治。
1969年1月、旧会堂を解体。4月、会堂別館が竣工。
1976年11月、新会堂献堂式を行う。
1980年9月11日、教会墓地が完成。

## 歴代牧師
- 初代：郷司慥爾（1917年-1948年）
- 第2代：仁田裕（1948年-1950年）
- 第3代：山永武雄（1951年-1965年）
- 第4代：浅原進、浅原真砂（1965-）
- 2024年現在：黒米忠一、黒米理恵

## 教会刊行物
- 「日本基督白金教会十五年史」、郷司慥爾編、1934年
- 「設立六十周年記念講演集」、設立六十周年記念事業委員会編、1978年
- 「白金教会七十年史」、1988年
- 「創立七十周年記念講演集」、1988年
- 「宣教 : 合本」、1995年
- 「白金教会創立八十周年記念 会報「白金」合本（創刊号〜第100号）」、1999年
- 「浅原進牧師牧会三十年記念 葬儀説教集 天国への凱旋」、浅原進著、1999年
- 「白金教会創立九十周年記念 私の好きな聖句」、2007年
- 「白金教会牧会四〇年記念 説教集 み名があがめられますように」、浅原真砂著、2008年

## 所在地
- 東京都品川区上大崎2丁目18番18号

## 交通アクセス
- 目黒駅から徒歩4分